# 法國七月革命
七月革命（法語：Révolution de Juillet）是1830年歐洲的革命浪潮的序曲，它導致了法蘭西王國波旁王朝國王查理十世被推翻和退位，立宪派人士选出奧爾良王朝的路易·腓力加冕为法國的新国王，成立了七月王朝。整個革命過程僅持續三日，因此被稱為「光荣的三日」（Trois Glorieuses）。
七月革命的成功是維也納會議後首次革命運動得以在歐洲成功，鼓勵了1830年革命運動，標誌了維也納會議後由奧地利帝國首相梅特涅組織的保守力量未能抑制法國大革命後日益上揚的民族主義及自由主義浪潮。

## 革命背景

### 查理十世的失政
- 他清洗了軍中曾為拿破仑一世效力的軍人，引起人民不滿。
- 恢復了土地貴族的權力；賠償六十五萬法郎予曾在法國大革命中損失了財產的舊貴族；國債的利息由百分之五減至百分之三，觸怒了中產階級，此外查理十世加強言論管制：1826年，國會通過了新的出版法，新聞審查制度被重新引入，罰款大大增加，出版人可遭受檢舉。

### 對天主教會的不滿
政府的宗教政策旨在復興舊秩序，教士借打擊革命勢力之名鎮壓異端活動，如在國會通過法案，使瀆神的行為可以被判死罪；耶穌會的地位被重新肯定，引起自由主義者的不滿，而且在教育方面：1824年，主教獲授權委派所有小學教員。至1830年，學校內約三分之一的哲學教師都是教士。知識階層因而對於教會控制教育十分憎恨，對教會的極端保守行動感到憂慮。

### 外交挫敗
查理十世為了贏取國民的支持，政府介入了希臘獨立運動，並派軍遠征阿爾及爾。然而，國民遲遲未看見其成功，因此對此感到失望。於是在1830年3月，國會對內閣投不信任票；同年7月的國會改選之後，仍出現自由主義者及反對派支配國會的局面，政府施政受嚴重威脅。

## 革命原因
查理十世於1830年7月25日，國王頒布聖克盧法令（Ordonnances de St. Cloud）宣佈限制出版自由、解散新選出的國會、並舉行通過新的選舉法，令時年九月的新選舉中本來四分之三的合資格選民（大部份為中產階級）失去投票資格。

## 榮耀三日

### 7月26日，星期一

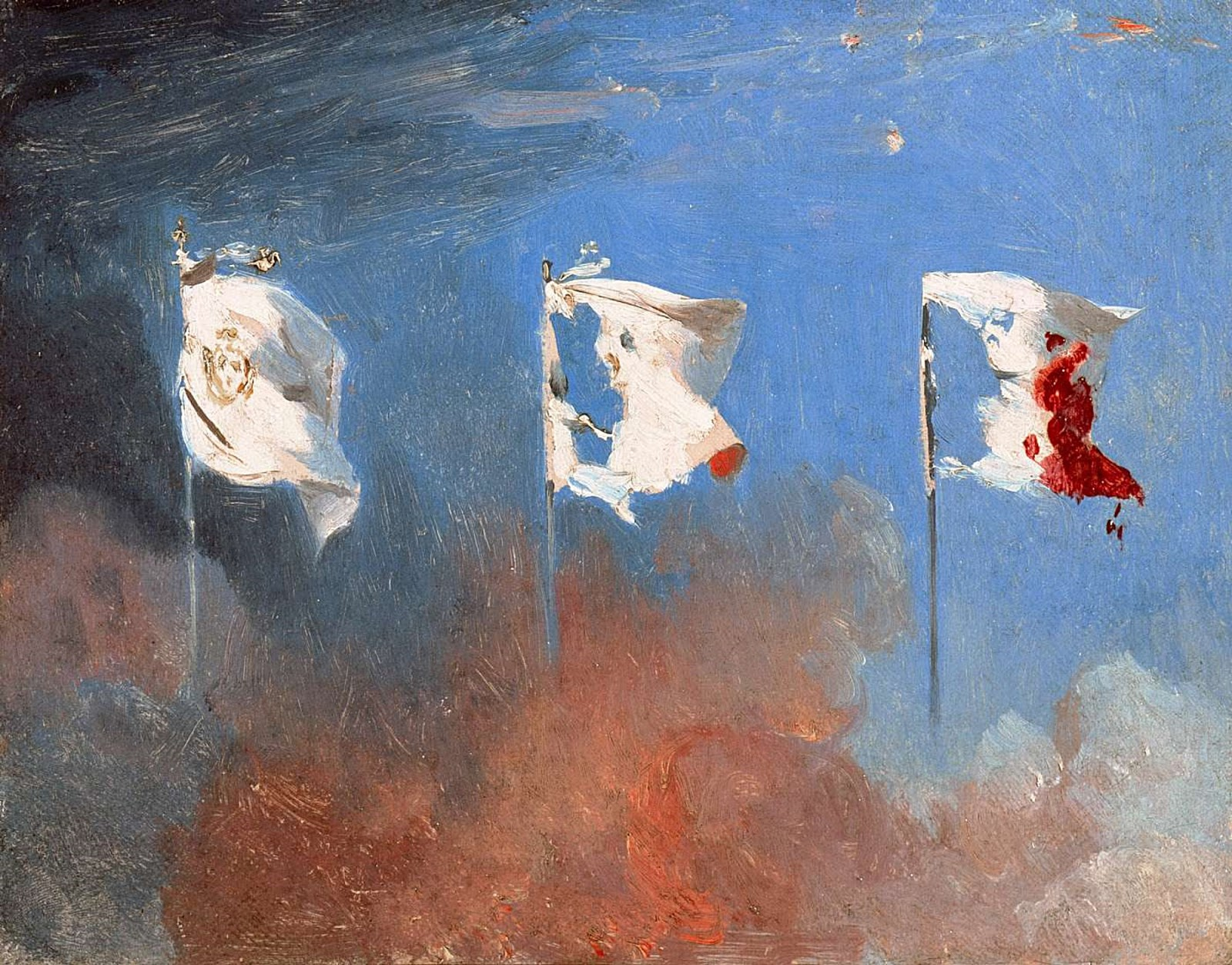
1830年7 月的場景, Léon Cogniet暗指七月革命的畫作, 描繪法蘭西王國的波旁王朝白色旗逐漸染红

1830年7月，那是一個炎熱乾燥的夏天，熱到迫使那些負擔得起的人離開巴黎前往鄉村。大多數商人都做不到，因此他們是最先獲悉聖克盧法令（Ordonnances de St. Cloud）的人，該法令禁止他們作為眾議院候選人競選。對於那些追求終極社會聲望的人來說，這種資格是必不可少的。 為了抗議，交易所成員拒絕借錢，企業主關閉了工廠。工人們被毫不客氣地趕到街上去自生自滅。整個初夏失業率一直在上升，失業率飆升。「因此，大量......工人除了抗議之外別無他法。」
雖然《辯論報》、《監測報》和《憲法報》等報紙已經根據新法令停止出版，但來自十幾家城市報紙的近50名記者在《國家報》的辦公室舉行會議。他們在那裡簽署了一份集體抗議書，並發誓他們的報紙將繼續運作。
那天晚上，當警察突襲搜查一家新聞媒體並繳獲違禁報紙時，迎接他們的是一群悶熱的失業暴徒，他們憤怒地喊著：“À bas les Bourbons！” （“打倒波旁王朝！”）和“Vive la Charte!” （“憲章萬歲！”）。
記者阿爾芒·卡雷爾在第二天的《國民報》上寫道：

法國…由於政府本身的行為而重新陷入革命…法律制度現在被中斷，武力制度已經開始…在我們現在所處的情況下，服從已不再是一種義務。 .. 由法國來判斷自己的抵抗應該延伸到什麼程度。

儘管公眾對警方的突襲感到憤怒，但巴黎警察局長讓-亨利-克洛德·馬金（Jean-Henri-Claude Magin）當天晚上寫道：「首都各地繼續保持著最完美的寧靜。報告中沒有記錄任何值得關注的事件我已經經歷過這些。」

### 7月27日，星期二：第一天

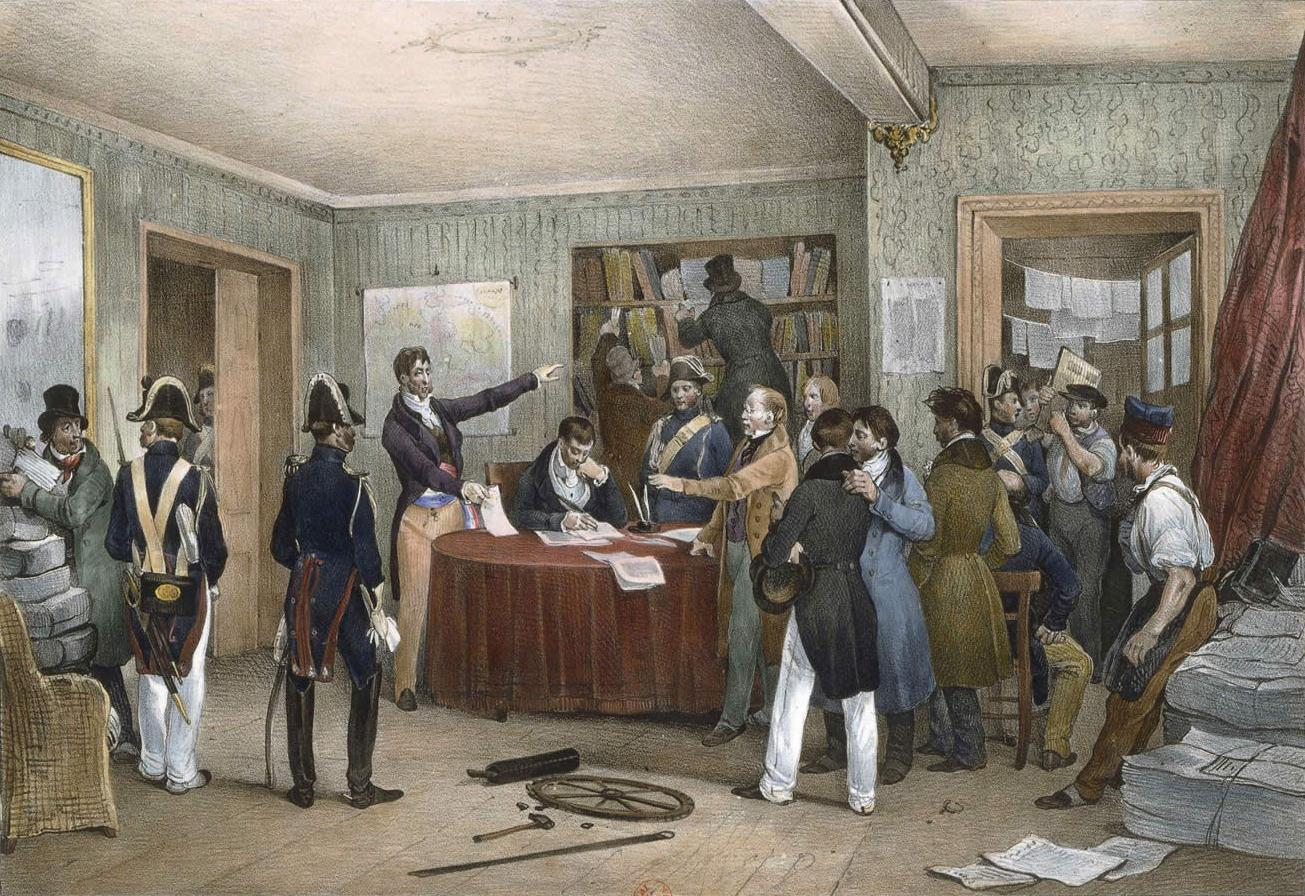
《國民報》的出版社被沒收，這是七月革命的導火線。

一整天，隨著熙熙攘攘的人群越來越多，巴黎變得安靜。下午4點30分，法國皇家軍隊巴黎第一師團和「皇家衛隊」的指揮官接到命令，將他們的部隊和槍支集中卡魯塞爾廣場到面向杜樂麗宮、旺多姆廣場和巴士底廣場的方向。為了維持秩序並保護槍支商店免遭搶劫，全城建立、加強和擴大了軍事巡邏隊。然而，他們沒有採取任何特殊措施來保護軍火庫或火藥工廠。 這些預防措施似乎為時過早，但晚上7:00，隨著黄昏的到來，戰鬥開始了。「侵略者是巴黎人，而不是士兵。鋪路石、屋頂瓦片和樓上窗戶上的花盆…開始像雨點一樣落在街上的士兵身上。」 起初，法軍士兵向空中鳴槍示警。但在當晚結束前，就有21名平民被殺。隨後，騷亂者將其中一名倒下者的屍體在街上游行，高喊“Mort aux Ministres！”“À bas les aristocrates！”（“打倒部長們！打倒貴族們！”）
一位目擊者寫道：

[我看到]一群焦躁的人們經過並消失，然後一隊騎兵追上他們……從各個方向、每隔一段距離……隱約的噪音、槍聲，然後一時間一切又恢復了寂靜，所以有一會兒到了可以相信這座城市一切正常的時候了。但所有的商店都關門了；新橋幾乎完全黑暗，每個人臉上都可見的驚愕提醒我們太多我們面臨的危機......

騷亂一直持續到深夜，直到晚上10點為止大部分建築物被摧毀，迫使人群撤離。

### 7月28日，星期三：第二天
巴黎的戰鬥持續了一整夜。 一位目擊者寫道：

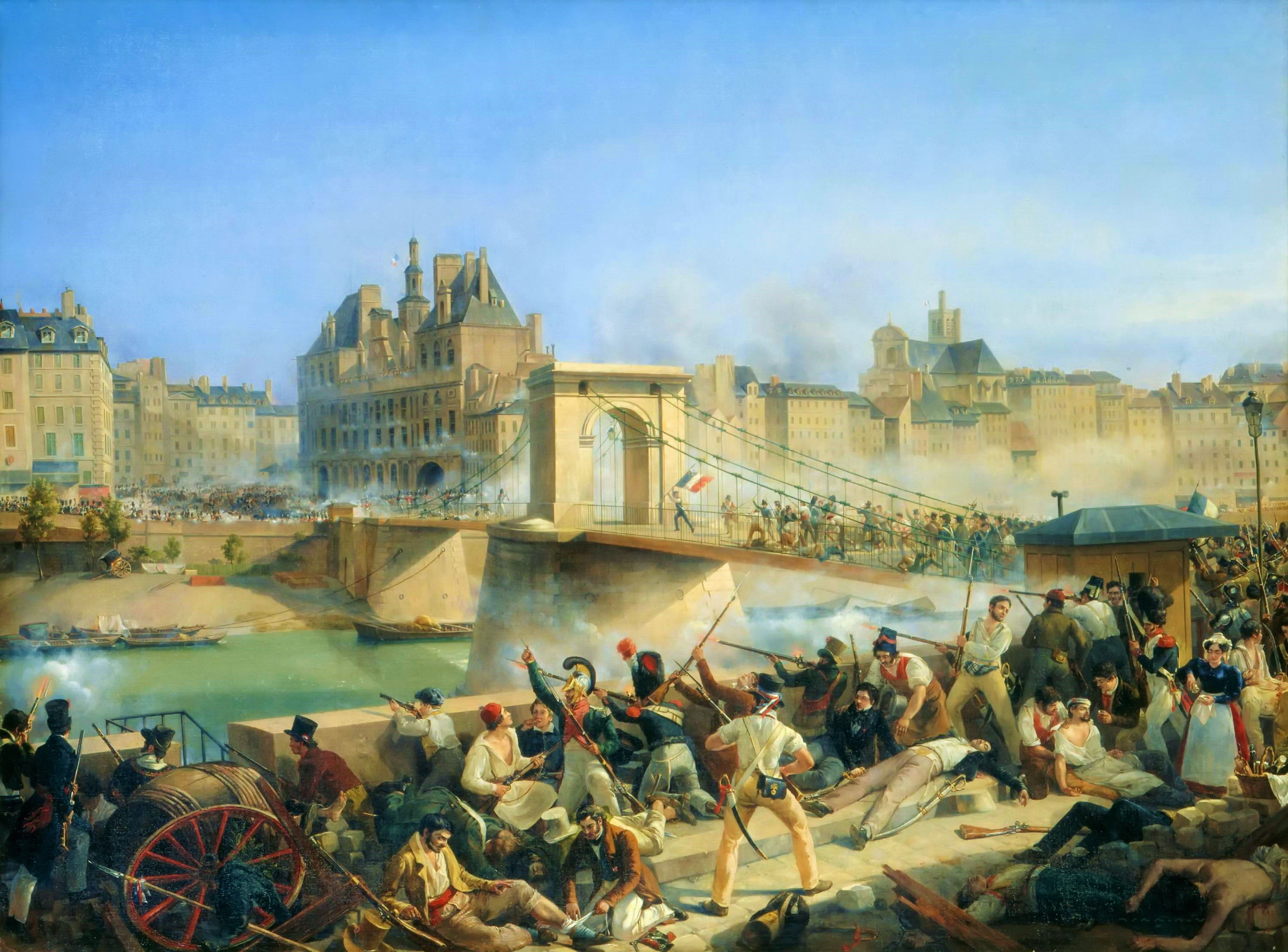
佔領巴黎市政廳（革命者於1789年曾佔領過那裡，後來於 1848年和1870年佔領過那裡），Amédée Bourgeois繪

還不到8點15分，就已經傳來喊叫聲和槍聲。生意完全陷入停滯……人群湧過街道……炮聲和槍聲越來越大……可以聽到“À bas le roi!”（“打倒國王！”）、“À la guillotine!!”（“在斷頭台上！！”）....

國王查理十世命令「皇家衛隊」的值班少將，拉古薩公爵奧古斯特·馬爾蒙陸軍元帥鎮壓革命。馬爾蒙個人是自由派，反對內閣的政策，但他與國王緊密相連，因為他相信這是他的責任。可能是因為他不受歡迎，因為他在1814年拋棄了拿破崙讓巴黎開城投降第六次反法同盟，並受到普遍的認可和批評。而國王則留在聖克盧，但他的大臣部長們隨時了解巴黎發生的事件，他們堅持認為一旦騷亂者的彈藥耗盡，麻煩就會結束。

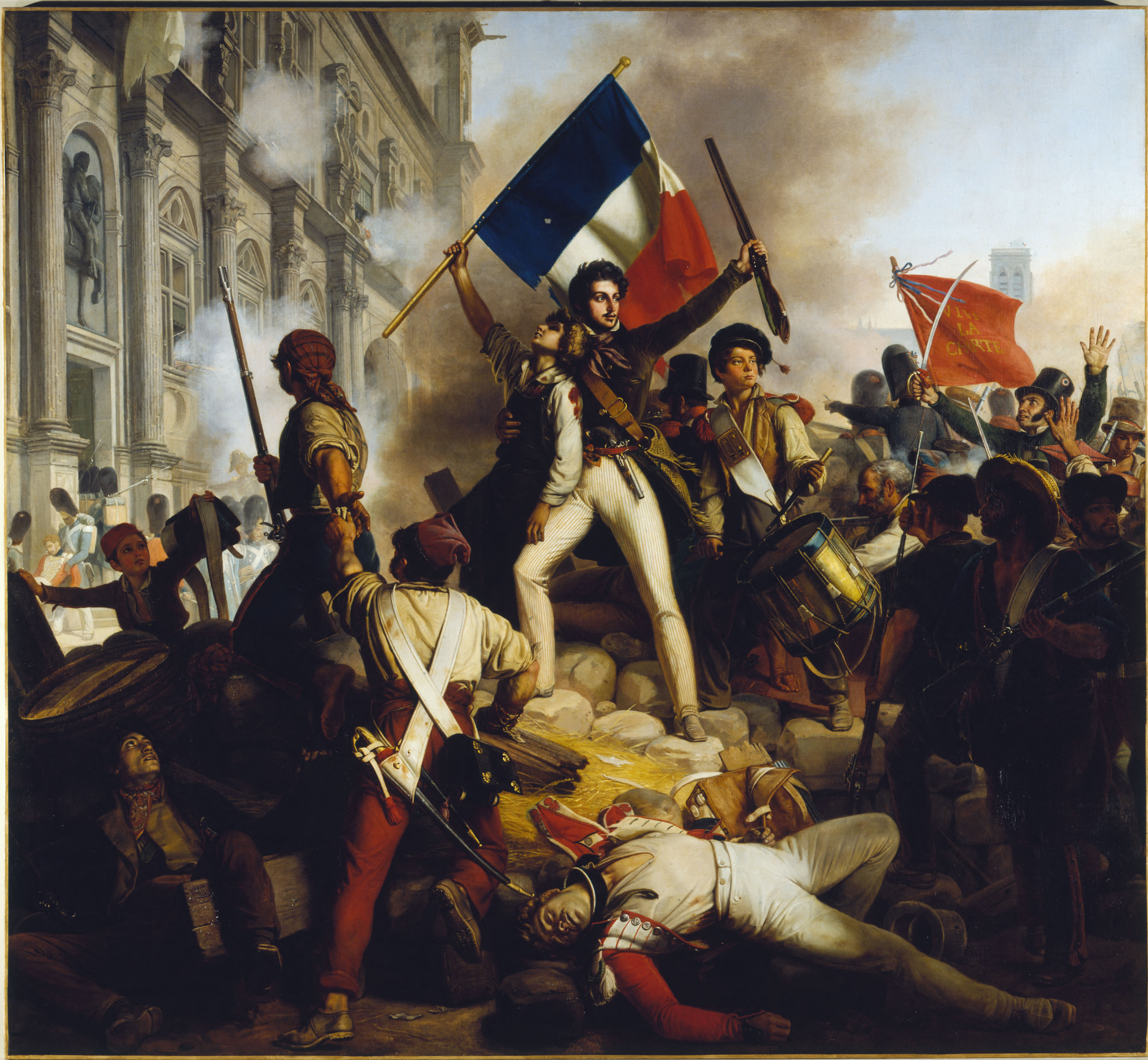
市政廳外的戰鬥，讓-維克多·施內茨繪

馬爾蒙元帥的計劃是讓「皇家衛隊」和可用的城市駐軍一線部隊守衛城市的重要通道和橋樑，並保護重要建築，如巴黎皇家宮殿、巴黎司法宮和巴黎市政廳。但這個計劃既考慮不周，又野心勃勃，不只兵力不夠，糧草也遠遠不夠。目前「皇家衛隊」大多是忠於波旁王室的，但附屬的一線部隊卻搖擺不定：一小部分但開始有越來越多的逃兵；有些人只是溜走，有些人則離開，不在乎誰看到他們。
在巴黎，由銀行家雅克·拉菲特、卡西米爾·佩里埃、艾蒂安·熱拉爾將軍和喬治·木桐等人組成的波旁王朝反對派委員會起草並簽署了一份請願書，在請願書中，他們要求撤銷聖克盧法令。請願書批評的“不是國王，而是他的大臣們”，從而反駁了查理十世的信仰，即他的自由派對手是他王朝的敵人。
簽署請願書後，委員會成員直接前往去見馬爾蒙元帥，乞求結束流血事件，並懇求他成為聖克盧和巴黎之間的調解人。馬爾蒙承認了請願書，但表示巴黎人民必須先放下武器才能達成解決方案。沮喪但並不絕望，該委員會隨後找到了法國首相朱爾親王。首相拒絕見他們，也許是因為他知道討論是浪費時間的。和馬爾蒙一樣，他知道查理十世認為法令對於法國王位的安全和尊嚴至關重要。因此，國王不會撤回法令。
下午4點，國王查理十世接見了馬爾蒙元帥的首席助理之一科米耶羅夫斯基（Komierowski）上校。上校帶著馬爾蒙寫給國王陛下的一張紙條：

陛下，這不再是一場騷亂，而是一場革命。陛下急需採取安撫措施，王位的榮譽還是可以保住的。明天，或許就沒有時間了……我焦急地等待著陛下的命令。

國王向首相朱爾親王徵求意見，得到的建議是抵抗。

### 7月29日，星期四：第三天

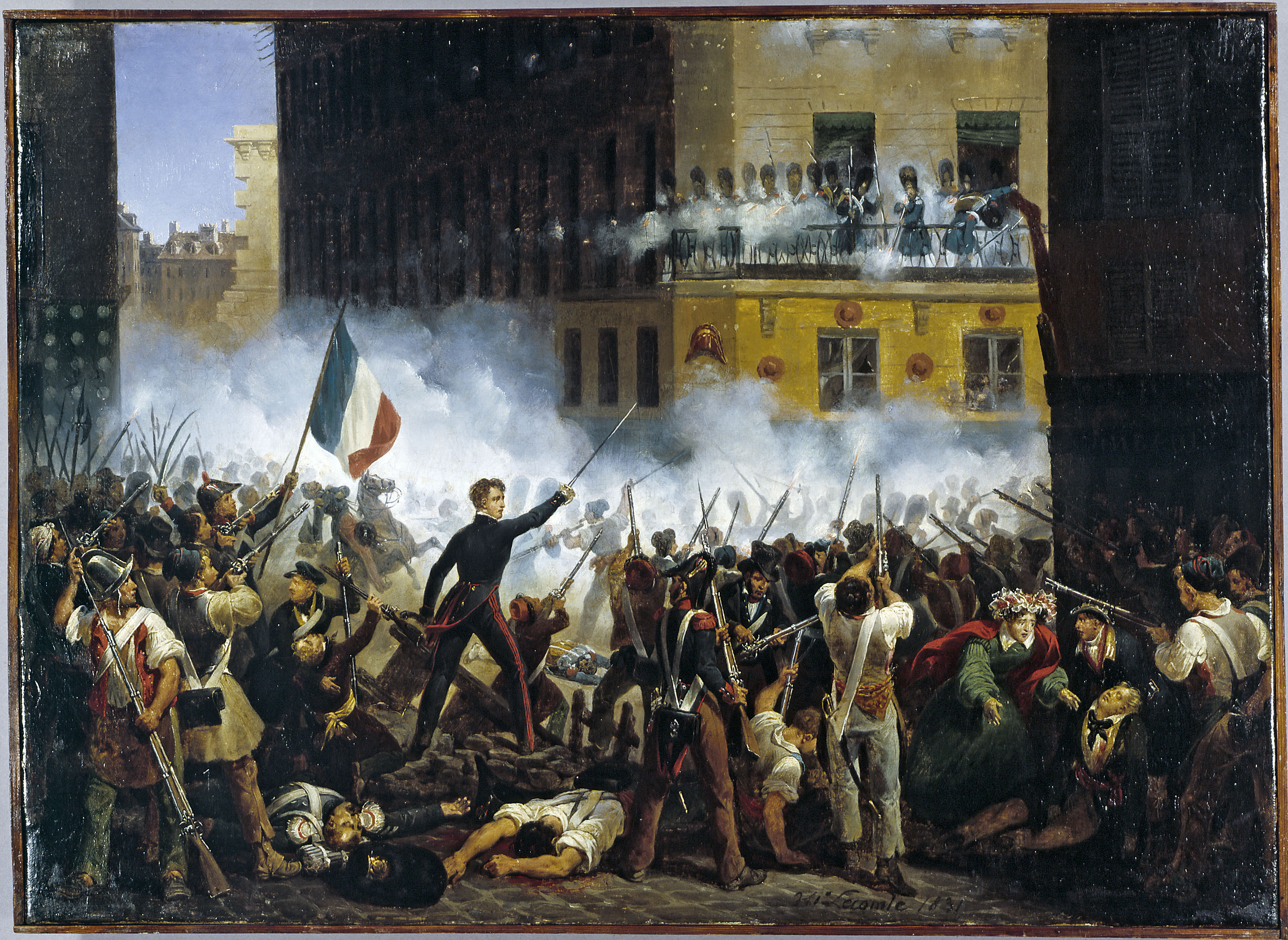
羅漢街之戰，Hippolyte Lecomte繪

“他們（國王和大臣）不會來巴黎”。詩人、小說家和劇作家阿爾弗雷德·德·維尼寫道，“人們正在為他們而死……沒有一位王子/親王出現。窮人衛兵們在沒有命令的情況下被遺棄，兩天沒有麵包，到處狩獵和戰鬥。”

也許同樣的原因，保皇派也無處可尋。也許另一個原因是，現在的「起義」組織嚴密，裝備精良。僅僅一天一夜的時間，全城就豎起了4,000多個路障。革命者的三色旗——「人民的旗幟」——飄揚在建築物上，其中越來越多的是重要建築。

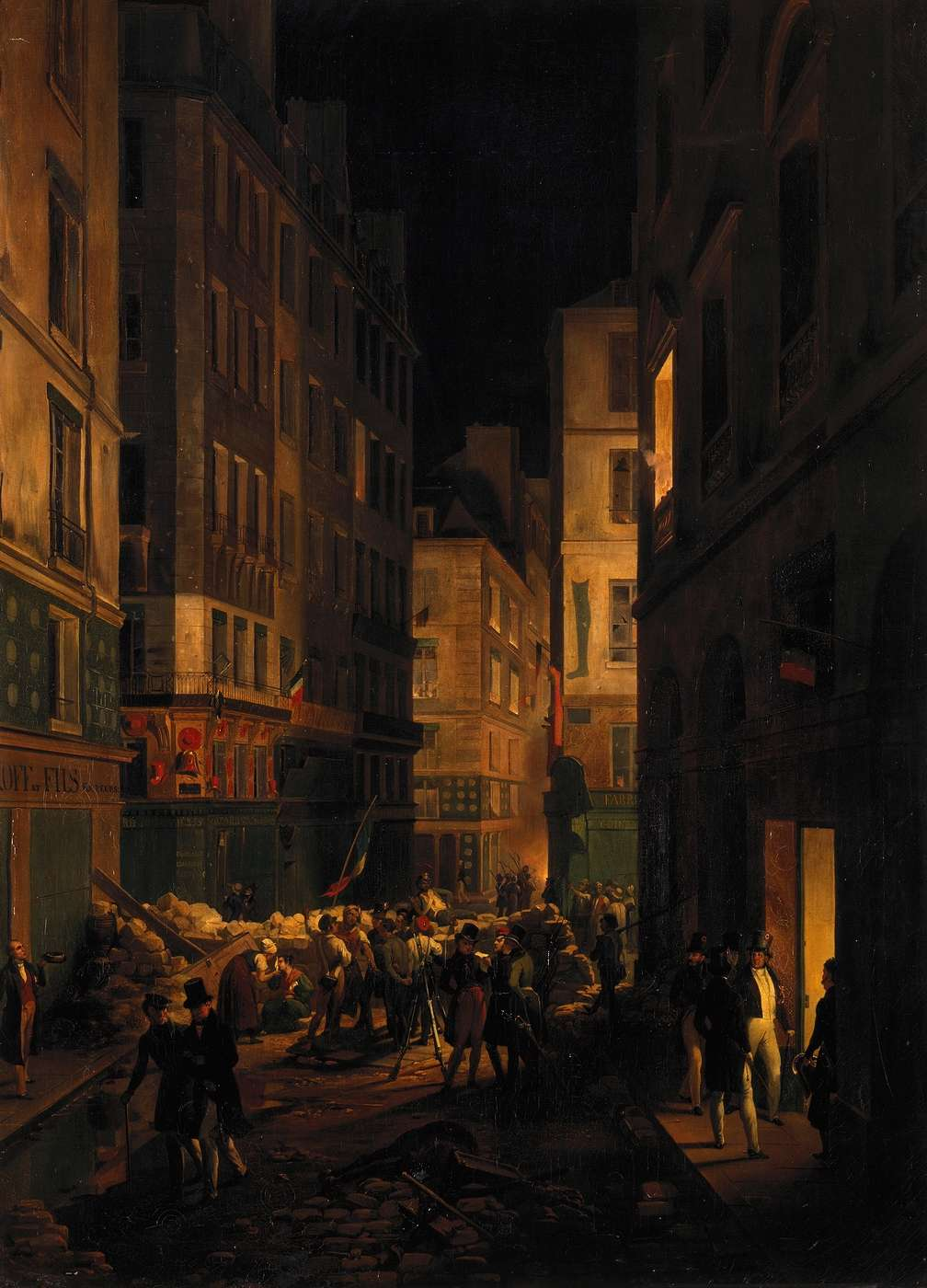
奧爾良公爵（路易·腓力）抵達巴黎皇家宮殿，Jean-Baptiste Carbillet繪

馬爾蒙要麼缺乏主動性，要麼缺乏冷靜的頭腦，他無法從聖但尼、萬塞訥、呂內維爾或聖奧梅爾增派部隊；也沒有向預備役軍人或仍然忠於國王的巴黎人尋求幫助。波旁王朝反對派和七月革命的支持者蜂擁至他的總部，要求逮捕首相和其他部長，而波旁王朝的支持者和城市領導人則要求他逮捕反政府暴徒及其背後搞鬼的人。馬爾蒙拒絕按照任何要求採取行動，而是等待國王的命令。
下午1點30分，杜樂麗宮已被攻陷和洗劫一空。一名男子穿著國王的喪偶兒媳、王位繼承人亨利的母親瑪麗·卡羅琳公爵夫人的舞會禮服，頭髮上插著羽毛和鮮花，從宮殿的窗戶裡尖叫道：“Je reçois！” “Je reçois！” （“我收到了！”“我收到了！”）其他人則喝宮殿地窖裡的酒。當天早些時候，羅浮宮陷落的速度更快。皇家陸軍接到馬爾蒙的命令，面對革命者除非遭到槍擊，否則不得開槍，軍官們撤出了瑞士衛隊，他們擔心重演法國大革命的八月十日事件。
到了下午3點左右，巴黎市政廳被佔領了。這三天的搶劫數量出奇的少；不僅在羅浮宮——那裡的畫作和藝術品受到人群的保護——還有杜伊勒里宮、司法宮、巴黎大主教宮和其他宮殿。
幾個小時後，官員和政客進入了破敗的建築群，開始建立臨時政府。儘管在接下來的幾天裡，整個城市都會出現戰鬥，但無論如何革命已經結束了。

## 後續

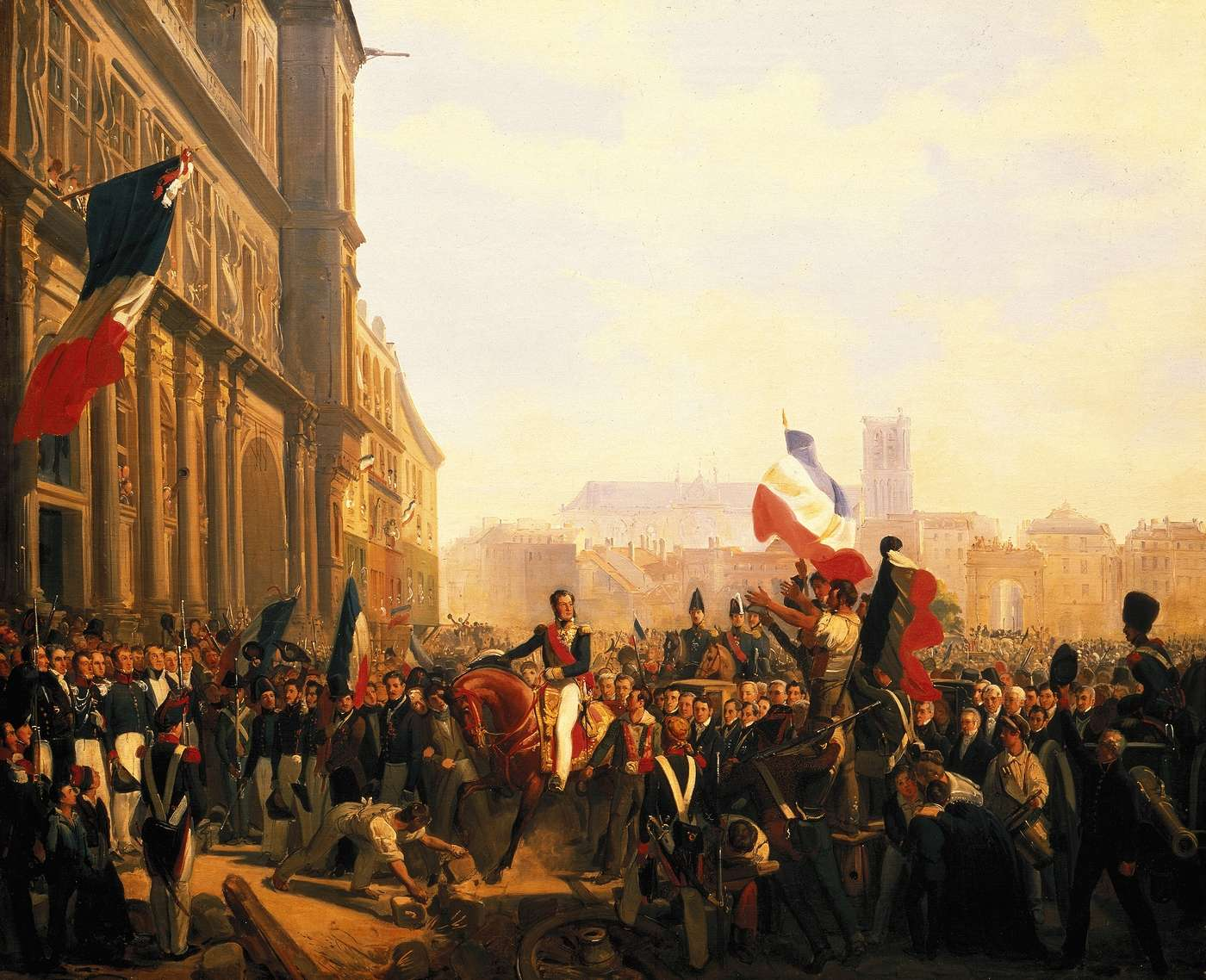
奧爾良公爵路易·腓力騎著馬抵達巴黎市政廳，受到軍民歡迎（1830年7月31日）

七月革命再次創建了君主立憲制。8月2日，查理十世和他的兒子昂古萊姆公爵路易-安托萬放棄了王位繼承權並流亡英國。儘管查理原本打算讓他的孫子波爾多公爵亨利作為亨利五世繼承王位，但組成臨時政府的政客們卻將王位讓給波旁王朝的遠房親戚奧爾良王朝的奧爾良公爵路易·腓力，他同意以君主立憲制統治法蘭西王國，建立了七月王朝。流亡的波旁王朝的支持者稱為正統派。
七月柱建於1835年至1840年間的巴士底廣場，紀念七月革命。
這次革命再次引發了比利時獨立，導致比利時王國脫離荷蘭聯合王國獨立建國。不伦瑞克公国也發生了一場成功的革命。七月革命的例子也啟發了義大利半島不成功的革命和俄屬波蘭的十一月起義。
兩年後，巴黎共和主義者對起義的結果和潛在動機感到失望，在一場被稱為「六月起義」的事件中起義。儘管起義不到一周就被鎮壓，但奧爾良王朝仍然并不很受歡迎，左翼和右翼都因不同原因不喜歡它，並最終於1848年被推翻。
新國王路易-腓力一世的主要施政有：
- 允許革命的三色旗取代了波旁王朝的白色旗成為國旗
- 承諾支持保障民權的理論，取代「君權神授」的君主專制體制
- 贵族院議員世襲制被削弱，議員由國王提名，部分自由派貴族被任命
- 選民人數增加，年齡由三十降到二十五，財產要求由三百法郎降至二百五十法郎
- 議員的法定年齡由四十降至三十
- 廢除了出版審查法；保守的宗教法令被廢除，每一市鎮皆成立一所國家資助的小學

## 評價
- 波旁王朝的覆亡使君主專制的進程徹底停頓，教士和貴族的政治權力亦消失殆盡。新政權以保障個人財產、公共秩序及維護民主自由為目標。
- 政府的改變使法國退出了梅特涅主導下的歐洲協調。
- 激發了比利時獨立和波蘭、德意志、意大利的革命行動。
- 不過「七月王朝」從一開始就面對巨大的反抗：教士和正統的保皇份子認為路易腓立及其支持者為叛國賊；共和主義者認為受騙了（他們希望更激進改革）；熱心於波拿巴主義者亦是反抗者之一。